# Lillsjön (Hällesjö socken, Jämtland, 697517-151263)
Lillsjön är en sjö i Bräcke kommun i Jämtland och ingår i Ljungans huvudavrinningsområde. Sjön är 3,2 meter djup, har en yta på 0,181 kvadratkilometer och befinner sig 313 meter över havet.

## Delavrinningsområde
Lillsjön ingår i det delavrinningsområde (697648-151102) som SMHI kallar för Utloppet av Öster-Täckelsjön. Medelhöjden är 357 meter över havet och ytan är 12,47 kvadratkilometer. Räknas de 6 avrinningsområdena uppströms in blir den ackumulerade arean 34,23 kvadratkilometer. Täckelån som avvattnar avrinningsområdet har biflödesordning 3, vilket innebär att vattnet flödar genom totalt 3 vattendrag innan det når havet efter 147 kilometer. Avrinningsområdet består mestadels av skog (73 procent). Avrinningsområdet har 1,42 kvadratkilometer vattenytor vilket ger det en sjöprocent på 11,3 procent.